# Plac Kościuszki w Skwierzynie
Plac Kościuszki (niem. Tannberg Platz lub Tannenberg Platz) – niewielki plac (w zasadzie szeroka, brukowana ulica z pasem zieleni i drzew) w południowej części Skwierzyny, zlokalizowany pomiędzy ulicami Grunwaldzką (Löns-Straße), Kopernika (Tannbergstraße lub Tannenbergstraße) i Żeromskiego (Am Bahndamm) na tzw. "Zatorzu". Jego wschodnia i zachodnia strona zabudowane są małymi szeregowymi domkami z początku XX wieku, prawdopodobnie około roku 1936.

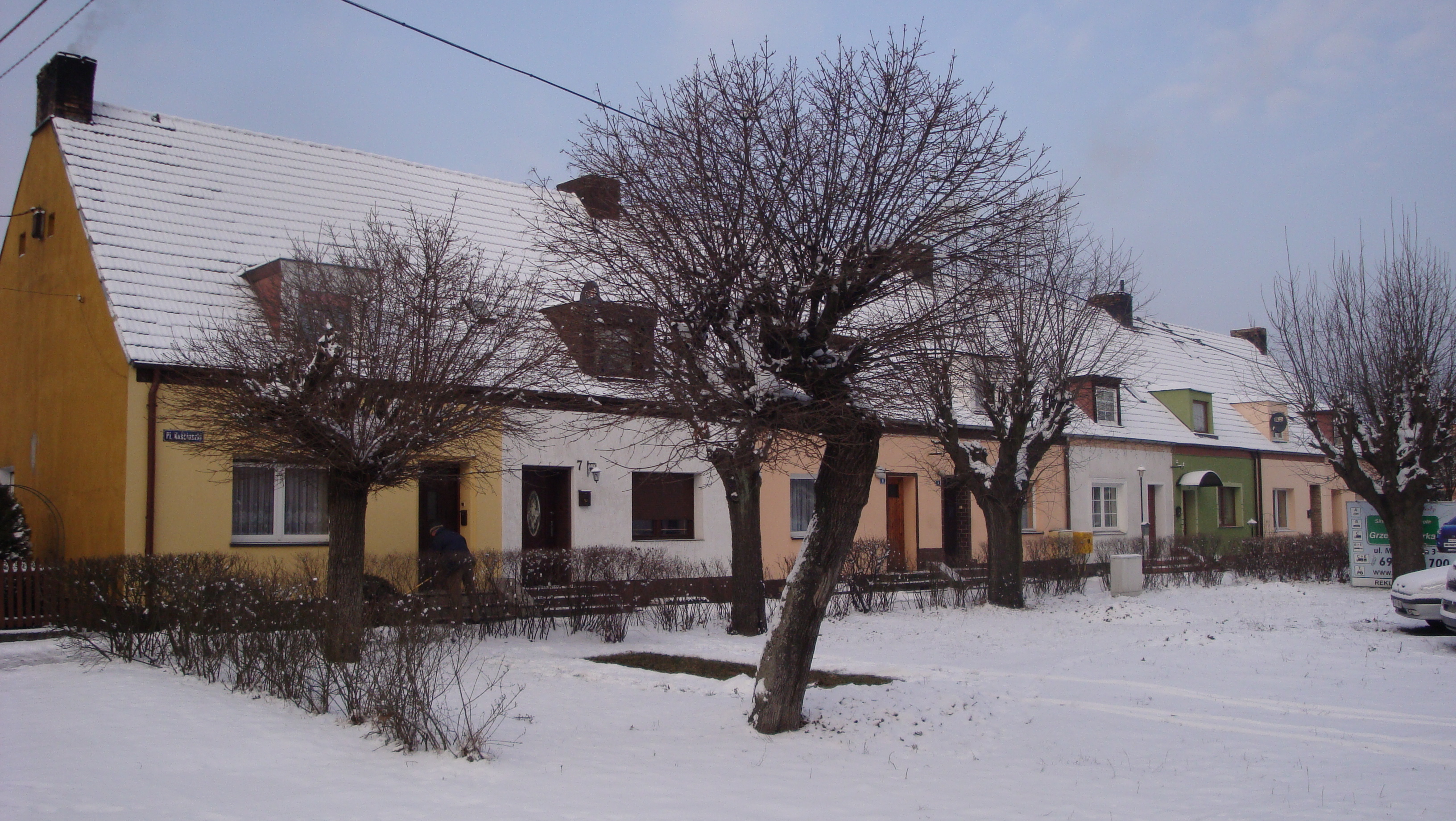
Strona zachodnia od południa
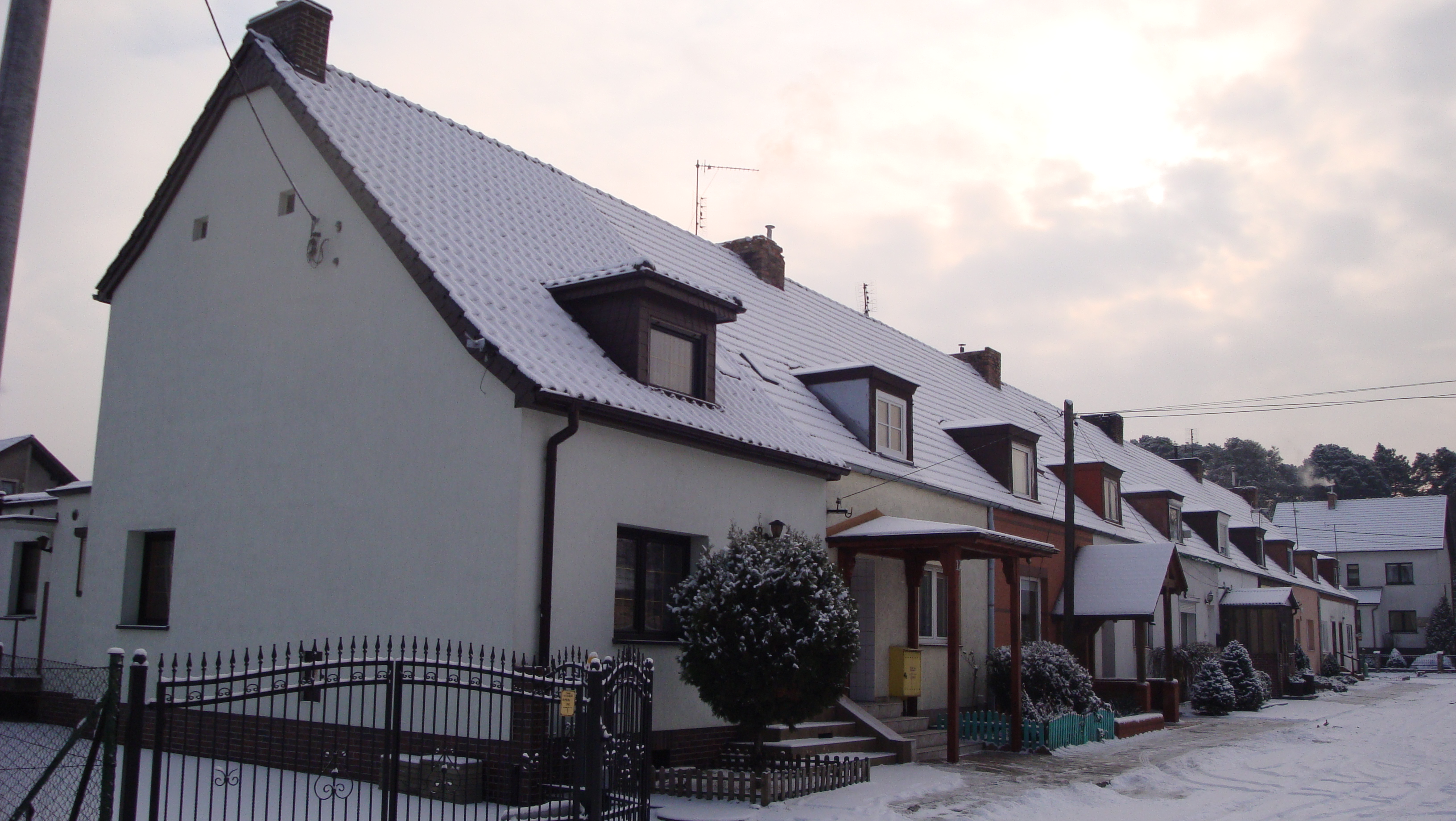
Strona wschodnia od północy
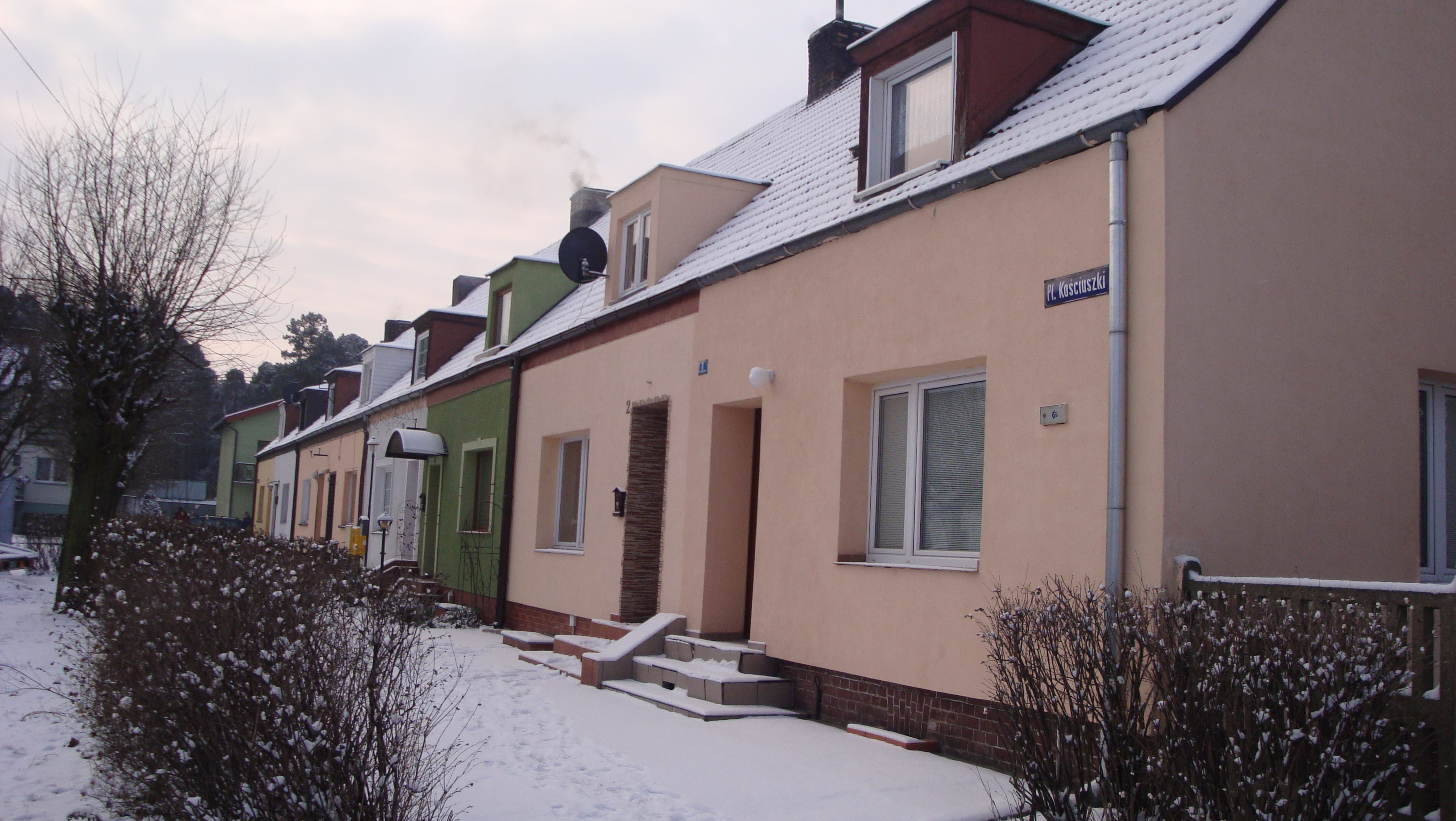
Strona zachodnia od północy